# Stowarzyszenie Harcerski Ruch Ochrony Środowiska im. św. Franciszka z Asyżu
Stowarzyszenie Harcerski Ruch Ochrony Środowiska im. św. Franciszka z Asyżu (HROŚ) – ekologiczna organizacja harcerska założona w 1986 przez Dariusza Morsztyna. Przez pierwsze dwa lata działała w ramach Związku Harcerstwa Polskiego, następnie funkcjonowała nieformalnie, a w 1990 została zarejestrowana jako stowarzyszenie. Patronem organizacji jest św. Franciszek z Asyżu.
Jest jedyną pacyfistyczną organizacją harcerską: nie stosuje się w niej musztry, stroje organizacyjne nie są nazywane mundurami, zamiast komendantów są wodzowie. HROŚ nawiązuje do nurtu puszczańskiego, czerpie z kultur tubylczych, zwłaszcza indiańskiej i  staropolskiej. Zawołaniem i pozdrowieniem HROŚ, jest hasło św. Franciszka z Asyżu „Pokój i Dobro”.
Założyciel organizacji otrzymał m.in. nagrodę Zielonego Liścia (1994).  HROŚ jest organizacją lokalną, działa głównie na terenie województwa warmińsko-mazurskiego. Siedziba HROŚ znajduje się w Ściborkach koło Bań Mazurskich. Środowiska ruchu działają m.in. w Gołdapi i Grudziądzu.